# Pop porno
Pop Porno è il singolo di debutto, pubblicato nel settembre/ottobre del 2008, del duo pop italiano di origine leccese Il Genio, tratto dall'omonimo album d'esordio Il Genio, che, sempre del 2008, è diventato in poche settimane un autentico fenomeno mediatico.

## Descrizione
È la terza di 14 tracce dell'album composto da Alessandra Contini (voce e basso) e Gianluca De Rubertis (voce, chitarra e tastiera). È stato presentato il 29 settembre del 2008 nel programma televisivo condotto da Simona Ventura Quelli che il calcio, ma il video era stato già trasmesso precedentemente sui canali musicali di MTV.

## Videoclip
Il video di Pop Porno, interpretato dallo stesso duo e diretto da Stefano Mordini, è una citazione di una scena del film Questa è la mia vita di Jean-Luc Godard. La fotografia è a cura di Mauro Chiarello e Luca Esposito.
Ambientato in una scura sala da biliardo anni sessanta dai toni prevalentemente verdi e marroni, il video inizia coi due ragazzi seduti a margine di un tavolo da biliardo, lei si alza, va verso il juke box, ne preme due tasti e fa partire un disco. La musica inizia a suonare e la ragazza, ancheggiando provocatoriamente, rimprovera il fidanzato di essere cattivo in quanto la lascia sola per guardare film un po' porno (da qui il titolo). Quindi balla attorno a lui, ammiccando, sorridendogli e ripetendo il ritornello.
Il protagonista maschile inizialmente sembra ignorarla, si rivolge, stecca in mano, verso il biliardo, senza tuttavia concentrarsi troppo su di esso e senza sferrare alcun colpo, distratto dalle movenze di lei. La guarda e le sorride, attratto dalla giovane. Ad un certo punto cede alle lusinghe ed inizia a ballare con lei nella sala da biliardo, sotto gli sguardi degli astanti. Alla fine, la scena si sposta in una discoteca. I due danzano ora molto lentamente, abbracciati e illuminati dalle luci stroboscopiche e si vede un'immagine della stessa Alessandra nuda che solleva gli occhi. L'ultima inquadratura è dedicata alla donna che si scosta dall'inquadratura e l'obiettivo percorre la sala da biliardo, ormai vuota, la quale inizia ad oscurarsi.

## Classifiche
| Classifica (2009) | Posizione massima |
| ----------------- | ----------------- |
| Italia            | 11                |

## Curiosità
La canzone è stata inserita in una puntata della seconda stagione di Suburra - La serie.
Il pezzo viene citato nella canzone di Coez Parquet, tratta dall'album Faccio un casino, del 2017 ("E vorrei solo dedicarti dei versi un po' porno / Come quel gruppo di geni durati un giorno").